# Alina Alexandra Dumitru
Alina Alexandra Dumitru (* 30. August 1982 in Ploiești, Kreis Prahova) ist eine ehemalige rumänische Judoka.

## Karriere
Dumitru kämpfte in der Gewichtsklasse Superleichtgewicht (bis 48 kg). Sie startete für Steaua Bukarest und wurde von Florin Bercean trainiert. Ihr größter Erfolg war der Gewinn der Goldmedaille bei den Olympischen Sommerspielen 2008 in Peking, nachdem sie 2004 noch den fünften Rang belegt hatte.
Bei den Weltmeisterschaften 2005 in Kairo, 2007 in Rio de Janeiro und 2010 in Tokio wurde sie jeweils Dritte.
Bei den Europameisterschaften 2004, 2005, 2006, 2007, 2008, 2010, 2011 und 2012 holte sie den Titel.
Bei der Europameisterschaft 2002 und 2009 belegte sie den dritten Rang.
Bei den Olympischen Sommerspielen 2012 unterlag Dumitru gegen die Brasilianerin Sarah Menezes im Finale und erlangte damit die Silbermedaille. Im Halbfinale hatte sie die Japanerin Tomoko Fukumi besiegt. Nach den Spielen in London beendete sie ihre Karriere und wurde Trainerin.

## Auszeichnungen
Im August 2008 erhielt Alina Alexandra Dumitru von Staatspräsident Traian Băsescu den Verdienstorden „Meritul sportiv“ III. Klasse mit einem Streifen. Am 30. September 2008 wurde sie zur Ehrenbürgerin ihrer Heimatstadt Ploiești ernannt. In den Jahren 2007 bis 2010 wurde sie jeweils zur besten Sportlerin des Jahres im Kreis Prahova gewählt.